# 길버트 에머리
길버트 에머리(Gilbert Emery, 1875년 6월 11일 ~ 1945년 10월 28일)는 미국의 배우, 각본가, 극작가, 연극 배우, 무대 연출가이다.

## 영화
- 스웰 가이 (1946년)
- 리턴 오브 더 뱀파이어 (1944년)
- 썬다운 (1941년)
- 천국으로 가는 장의사 (1941년)
- 해밀턴 부인 (1941년)
- 레이디스 프럼 켄터키 (1939년)
- 유아레즈 (1939년)
- 카벨 수녀 이야기 (1939년)
- 벵골의 폭풍 (1938년)
- 더블 오어 노씽 (1937년)
- 소울스 앳 씨 (1937년)
- 에밀 졸라의 생애 (1937년)
- 와이프 대 비서 (1936년)
- 소공자 (1936년)
- 드라큐라의 딸 (1936년)
- 고잉 투 타운 (1935년)
- 피터 이벳슨 (1935년)
- 나우 앤 포에버 (1934년)
- 하우스 오브 로칠드 (1934년)
- 마타 하리 (1932년)
- 무기여 잘 있거라 (1932년)
- 쿠바인의 러브송 (1931년)
- 어 레이디스 모랄스 (1930년)
- 사라와 아들 (1930년)
- 센티멘탈 블로크 (1919년)